# Carolys Pérez
Carolys Helena Pérez González (Los Teques, estado Miranda) es una política venezolana que entre 2020 y 2021 fue ministra para la Mujer y la Igualdad de Género. También fue subsecretaria de la Asamblea Nacional Constituyente de 2017.

## Carrera
Pérez ha ocupado varios cargos dentro de la administración pública: en 2010 fue jefa de la Dirección y Coordinación de los Gastos de los Trabajadores del Ministerio para Vivienda y Hábitat, y en 2015 fue presidenta de la Fundación de Atención Integral del Pueblo Legislador en calidad de encargada de la Asamblea Nacional de Venezuela. El 4 de septiembre de 2020, Carolys fue designada como ministra para la Mujer y la Igualdad de Género en reemplazo de Asia Villegas. Desde 2017 se desempeñó como subsecretaria de la Asamblea Nacional Constituyente, y desde 2019 como viceministra para la Protección Social de los Derechos de la Mujer.

## Sanciones
Pérez fue sancionada el 30 de mayo de 2018 por el gobierno de Canadá, después de las elecciones presidenciales en Venezuela ese mes, al incluirla en la lista de funcionarios "responsables, o cómplices, de graves violaciones" a los derechos humanos, "actos importantes de corrupción o ambas cosas".